# Den Kongelige Mønt- og Medaillesamling

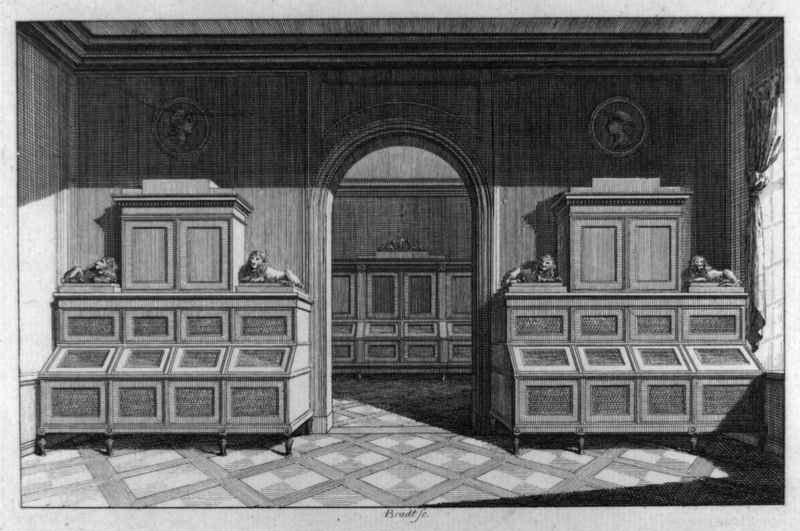
Myntkabinettet på Rosenborg. Kopparstick från 1791 (?) av F.L. Bradt. Möblerna från 1784 finns nu på Nationalmuseet

Den Kongelige Mønt- og Medaillesamling, ursprungligen Det Kongelige Mønt- og Medaille-Kabinet (svenska: Den Kungliga Mynt- och Medaljsamlingen), är den danska huvudsamlingen av mynt, medaljer, sedlar, med mera. Samlingen blev 1781 en självständig institution, men har rötter tillbaka till Kongens Kunstkammer (Kungens konstkammare) från 1600-talet.
Av gamla beskrivningar av konstkammaren kan man utläsa att mynten utgjorde upp till 75 procent av samlingen. År 1780 tillsattes en kommission för att samla in och ordna kungens mynt och medaljer. Detta ledde till att samlingen år 1784 inrymdes på Rosenborgs slott under namnet Det Kongelige Mynt- og Medaille-Cabinet. Stora ekskåp i Louis seize-stil tillverkades att rymma föremålen. Hovmannen och numismatikern Christian Frederik Numsen blev samlingens första direktör.
År 1832 blev det allmänt tillträde till samlingen, som med Grundloven av år 1849 blev offentlig egendom. År 1867 överfördes samlingen till Prinsens Palæ, där den fick sitt nuvarande namn. Med upprättandet av Nationalmuseet 1892, blev samlingen en del av detta, och direktörsställningen reducerades till en tjänst som överinspektör.
Under samlingens hela existens har privata donationer spelat en betydande roll. I den nutida samlingen ingår således de tidigare samlingarna från personer som Ole Worm, Otto Sperling (romerska mynt), Niels Foss (dansk-norska mynt) och C.G. Warmholtz (svenska mynt och medaljer). Även efter det att samlingen kommit i offentlig ägo har privata samlare satt sin prägel på den genom sina gåvor och testamentariska beslut, bland annat införlivades en stor del av Christian Jürgensen Thomsens unika samling av danska och europeiska medeltidsmynt i samlingen efter hans död 1865. 

## Ledare för samlingen
Fram till 1849 var överhovmarskalken ledare (chef) för samlingen. Här följer en lista över ledarna:
- 1780–1784: Joachim Godske Moltke (chef)
- 1784–1791: Christian Numsen (chef)
- 1791–1792: Wilhelm Theodor Wegener (chef)
- 1792–1793: Ferdinand Ahlenfeldt (chef)
- 1793–1803: Cay Reventlow (chef)
- 1803–1838: Adam Wilhelm Hauch (chef)
- 1822–1832: Christian Ramus (direktör)
- 1832–1842: P.O. Brøndsted (direktör)
- 1838–1842: Christian Ove Haxthausen (chef)
- 1842–1849: Joachim Godske Levetzau (chef)
- 1842–1865: Christian Jürgensen Thomsen (direktör)
- 1865–1891: Ludvig Müller (direktör)
- 1892–1898: Christian Frederik Herbst (direktör)
- 1898–1920: Peter Christian Hauberg (adm. inspektör)
- 1920–1959: Georg Galster (överinspektör)
- 1960–1983: Otto Mørkholm (överinspektör)
- 1983–2005 Jørgen Steen Jensen (överinspektör)
- 2005–nuvarande: Michael Andersen (överinspektör)